# 第二次江陳會談
第二次江陳會談，大陸作、臺灣作，是於2008年11月4日在台北圓山飯店舉行的兩岸兩會高層會談。雙方由海峽交流基金會（海基会）董事長江丙坤與海峽兩岸關係協會（海协会）會長陳雲林率領代表團，針對兩岸包機直航新航線及增加班次與航點、兩岸海運直航、全面通郵、食品安全管理機制，以及面對世界金融風暴兩岸如何應對等問題進行協商。
這是海协会与海基会首度在台灣舉行的協商談判，創下台灣史上採訪記者人數最多的紀錄。本次協議內容生效後，兩岸將全面開啟大三通。
本次會談引起以民主進步黨為主的反對人士發動大規模抗議活動，並與警方爆發流血衝突，抗議群眾和維持秩序的警力共百餘人於衝突中受傷。本次會談並激發野草莓運動等台灣社會對於集會遊行法的檢討聲浪。

## 背景
1949年中華民國政府遷台後，基於政治理由，臺灣與中國大陆斷絕了交通往來。1979年全国人大常委会在《告臺灣同胞書》中提出兩岸應該立即「通商、通郵、通航」，是為三通，當時的國民黨政府以三不政策拒絕了此項提議。
1987年開放台灣居民赴中國大陆探親後，两岸經貿交流日趨頻繁。中國大陆充沛與低廉的資源及勞力、文化語言差異小等優勢，引發臺灣產業赴大陸的投資熱潮，其中又以臺灣的核心產業電子業為最。臺灣產業界支持並期待三通政策，社會輿情對此有反對意見，憂心產業西進將嚴重影響臺灣經濟。政治方面，在1999年時，時任中華民國總統李登輝提出「兩國論」，两岸關係急凍，海基會與海協會的協商談判因此中斷達九年。
縱然政治關係冷凍，兩岸貿易依存度卻逐年增長。2001年開啟小三通，實現小規模的通商、通航和通郵。2003年起，中國大陆成為臺灣最大的貿易夥伴，截至2008年，中國大陆已經穩居台灣第一大貿易夥伴、第一大出口对象以及最大順差來源。
2008年，國民黨重新執政，两岸氣氛改善，當年6月12日，海基、海協兩會在北京舉行協商談判，針對多項攸關两岸交流議題達成共識，包括两岸包機直航、大陸居民赴台旅遊等，並將推動双方合作在台灣海峽海域探勘開發油田，是為「第一次江陳會談」。海基會董事長江丙坤並邀請海協會會長陳雲林在同年秋天訪問台灣，舉行「第二次江陳會談」。主要內容為簽訂三通協議，全面開啟大三通。

## 會談過程

### 海协会代表團抵台
2008年10月31日，海協會常務副會長鄭立中等官員抵台，為江陳會預作準備。海協會人員分成兩個行動組，第一組勘查陳雲林來台的所有行程，另一組敲定兩岸空中直航、海運直航、直接通郵與食品安全機制的四項協議文本。11月3日，陳雲林與代表團乘坐中國國際航空CA185包機，上午7時30分自北京首都國際機場起飛，上午11時47分降落在桃園國際機場。中午，陳雲林一行抵達圓山飯店，發表簡短談話表示，這次來台灣任務有兩項，第一是空中直航、海上直航與食品安全等議題協商並簽署協議，第二是世界金融風暴，兩岸如何應對並交換意見。商談任務明確也單純，不會涉及兩岸政治問題或島內政治議題。
下午，海基、海協兩會，由雙方主談人海基會副董事長高孔廉及海協會常務副會長鄭立中率領談判團隊，在圓山飯店舉行第二次預備性磋商。就兩岸空運、海運、郵政以及食品安全議題，商定協議的基本框架和主要內容，技術性方面都已達到相當共識，為次日簽署協議預做準備。另外，陈云林也拜会辜振甫的遗孀辜严倬云，会后双方互赠礼物。

### 正式會談
11月4日，上午9時江陳會談正式在圓山飯店舉行，經過一個半小時的會談，達成多項共識。主要分為三個部分，一是就第一次江陳會達成的兩項協議進行檢討。二是就下午簽署兩岸空運、海運、郵政、食品安全四項協議最後確認文本。第三就是對未來的兩岸關係情勢及協商交流議題交換意見，並且達成初步共識。陳雲林並邀請江丙坤於次年上半年到大陸協商；同日下午舉行簽署協議儀式，雙方分別簽署四項協議文本，完成江陳二次會談四項議題的協商。空運、海運與郵政三項協議將在四十天後生效，食品安全協議則將在七天後生效。
江丙坤致詞時表示：「記得上次在北京握手時，兩人的手幾乎搆不到；這次卻相當接近，表示兩岸距離實質上、形式上，都大大靠近了！」

### 後續座談會
11月5日，上午分別進行「兩岸工商及航運座談會」及「兩岸金融座談會」。江丙坤在會中提出在台灣、中國大陸與香港的外匯存底間建立機制，或以亞洲幾個外匯存底較高的經濟體成立外匯存底基金，援助經濟體質較弱的國家，將對金融信心問題產生很大的安定作用。陳雲林對此給予正面回應。雙方並獲共識建立兩岸金融聯繫窗口，盡快簽署金融監理備忘錄（MOU）。

### 互贈珍稀動植物
11月6日，上午海基會與海協會完成兩岸互贈貓熊、珙桐樹、長鬃山羊和梅花鹿儀式。

### 中華民國總統接見
11月6日，上午11點，中華民國總統馬英九在台北賓館接見海基、海協兩會會談人員。馬英九步入會場時，司儀高喊：「總統蒞臨」。馬英九談話表示，這次兩會協商，象徵兩岸關係向前邁出一大步，這項發展不僅符合兩岸人民的期望，也對兩岸穩定繁榮做出貢獻。但他也表示，兩岸在台灣安全和國際空間等問題上還有分歧，希望兩岸未來能積極處理這些分歧，擴大雙方的合作。馬英九並與陳雲林交換禮物。原本預定馬總統於下午4時接見兩會代表，但由於前一天晚上的晶華酒店圍困事件，提前到上午進行。

### 海協會代表團離台
11月7日，海基會為海協會於圓山飯店舉行簡短的歡送儀式，陳雲林對連日來因值勤受傷流血的維安人員深深一鞠躬，表示問候與感謝。上午10點，海協會代表團搭乘華航CI7951包機離開台灣返回北京。

## 協議內容
兩會會談成果包含四個協議，為海峽兩岸空運協議、海峽兩岸海運協議、海峽兩岸郵政協議、食品安全協議。其中的海、空、郵三協議，代表將正式開啟兩岸三通的時代。在臺灣方面，涉及必須修法的部份，占立法院絕大部分席次的國民黨黨團將推動修法，儘速排入議程送審。

### 海峽兩岸空運協議
- 航班從現行每周三十六航班，增為每周一百零八航班。
- 中國大陸航點由五個增為二十一個[註 2]。
- 直航航線定位為「兩岸航線」，而非國際線或國內線。採取新航路，縮短飛行時間[註 3]。
- 貨運包機兩岸各開放桃園、小港及浦東、廣州。
- 同意兩岸資本在兩岸登記註冊的航空公司，得從事兩岸間航空客貨運輸業務。

### 海峽兩岸海運協議
- 台灣和中國大陸分别開放11及63個港口。
- 相互免徵營業稅、所得稅。
- 權宜輪可有條件航行直航航線。

### 海峽兩岸郵政協議
- 兩岸可直接通郵，同意通過空運或海運直航方式將郵件總包運送至對方郵件處理中心。包括小包、包裹、快遞、平信，以及郵政兌換業務，並加強其他郵政業務的合作。
- 雙方同意使用客運包機的貨艙運送。

### 海峽兩岸食品安全協議
- 發生食品安全事件時，兩岸應即時通報。
- 即時通報有關責任查處結果。
- 互相提供實地考察的便利協助[22]。

### 確認未來會談主題
- 兩岸共同打擊犯罪
- 擴大食品衛生安全合作、農產品檢疫檢驗等
- 逐步推動兩岸金融往來的相關協商
- 簽署台商投資保障協議[23]。

## 代表團名單
海基會協商代表團共21人，包含海陸兩會、與協議內容相關的部會官員。海協會協商代表團共46人，其中包括23名海協會理事和14名專家。
海基會協商代表團主要成員為：董事長江丙坤、副董事長高孔廉、陸委會副主委劉德勳、副主委傅棟成、交通部政務次長游芳來、衛生署藥物食品檢驗局局長陳樹功。
海協會協商代表團主要成員為：會長陳雲林、常務副會長鄭立中、執行副會長孫亞夫、駐會副會長李炳才；代表團理事：國台辦新聞局長李維一、國台辦經濟局長徐莽、國台辦法規局長周寧、投訴協調局長唐怡源、中國對外貿易運輸（集團）總公司總裁趙滬湘、中國工商銀行行長楊凱生；代表團專家：國家質檢總局進出口食品安全局副局長李春風、國家郵政局外事司副司長林洪亮、中國海運（集團）總公司運輸部總經理趙英韜、臥龍自然保護區管理局副局長李德生等。

## 兩岸交流突破
由陳雲林率領的大陸代表團，創下兩岸分治後，大陸訪台官員的最高層級。協議內容生效後，兩岸開啟大三通。
11月4日，陸委會主委賴幸媛接見海協會會長陳雲林一行，賴幸媛向陳雲林提出：「必須先去除軍事威脅，兩岸之間才能夠逐步建構『和平』的環境。」這是陳雲林訪台的首場官方正式拜會，也是台灣首次以官方立場向陳雲林提出大陸去除軍事威脅的主張。

### 稱謂問題
11月3日，陳雲林拜訪辜嚴倬雲時，辜嚴倬雲當面提到「馬英九總統上台後努力開展兩岸關係，有了非常好的契機」。海基、海協兩會舉行協商時，高孔廉開場致詞，提到「馬總統就職後，積極推動兩岸關係，推動兩岸互惠互利」。兩次提到「馬總統」，大陸團隊皆未有特別反應；高孔廉向海協會介紹台灣官員時，直接以正式官銜稱呼，譬如稱傅棟成為陸委會副主委、游芳來為交通部政務次長。這是兩岸互不否認之指標。
大陸官方中央電視台報導海協會會長陳雲林訪台，首度以「台灣陸委會主委」官銜，稱呼賴幸媛；這是兩岸分隔六十年來，中央電視台首次直呼台灣官員頭銜。不過其後央視記者澄清這是「口誤」，在直播「陳賴會」現場時，其字幕對賴幸媛的稱呼是用「台灣地區大陸事務負責人」，而新華社的稿件也是用「台灣當局大陸事務主管部門負責人」來稱謂。
馬英九在陳雲林訪台前向傳媒強調，他是以「中華民國總統」身份接見陳雲林，希望陳能稱呼他做「馬總統」。馬英九接見兩會代表，步入會場時司儀高喊「總統蒞臨」。馬英九稱呼陳雲林為「陳會長」，陳雲林則在贈送禮物給馬英九時稱呼馬為「您」，避談任何官職稱呼。
陳雲林與中華民國立法院院長王金平共進早餐時，陳說：「今天金平兄以院長身分邀宴，我欣然受邀」，間接稱呼王為「院長」。
陸委會主委賴幸媛接見陳雲林時，陳對賴說「很高興見到妳」，巧妙迴避了對賴的稱謂，而在隨後的講話時，陳則以「台灣主管大陸事務的主要負責人」來稱呼賴；賴則稱呼陳為「陳會長」。

## 協議影響
海峽兩岸空運、海運協議簽成，大幅降低兩岸航空、海運成本，同時提升兩岸往來便利性。桃園至上海的航程只需1小時22分鐘，縮短62分鐘，約可節省40％至45％的燃油，總計航空公司及旅客節省的成本，每年約達新台幣30億元。貨機直航後，台北到上海、台北至廈門，貨運時間將減為現在的1/4，只要1.3和1個小時，若以台北對上海、北京、廣州和廈門四航線貨物直航合併計算，節省運費成本近1/3、每年節省約新台幣13億元。
但是臺灣在客運直航上獲利極微、甚至為負，原因是中國大陸為了保護其航空業、並沒有與臺灣互換延遠權，而就算臺灣獲得中國大陸城市的延遠權，其獲利及競爭力也很難跟東京、大阪、香港、曼谷這四個國際級航空樞紐的延遠權相比——臺灣早已在這四個城市獲得相當的延遠權。臺灣可能獲利的另一個市場是「將華南旅客集中至桃園機場後轉機北美」的市場，但因為包機班次仍不足、未開放客運包機順便載貨以降低成本及馬政府開放松山直航（副作用是降低桃園機場直航密度）；因此此市場也不太可能出現。而貨運包機雖然可以增加廠商根留臺灣的誘因，但因為時機過晚（中共官方媒體也承認故意拖延貨運包機時程），無法及時阻止產業過度西進，而且執行時遇上金融海嘯，因此貨運包機給臺灣的利益還是很低。
海運直航方面，表面上兩岸往來船舶毋需再彎靠琉球石垣島，每航次節省航行時間約16至27小時，節省運輸成本15％至30％，加計彎靠第三地每航次台幣30萬元的簽證費，若以每年4000航次計算，一年可節省12億元。但實際上是給台灣海運業非常大的限制，因為排除多數權宜輪直航，而臺灣船運使用權宜輪比例極高，而且過去是全面使用權宜輪進行海運直航。（按：依據海峽兩岸海運協議附件：海峽兩岸直航船舶、港口安排之二、目前已經從事境外航運中心【兩岸試點直航】運輸、兩岸三地貨櫃【集裝箱】班輪運輸、砂石運輸的兩岸資本權宜船，經特別許可，可按照本協議有關船舶識別等規定，從事兩岸間海上直接運輸。）。由於臺灣的環境，排除或限制權宜輪直航，對臺灣船運業會造成重傷，實際實行結果也是許多本來能到中國大陸的台資船、在協議實施後被大陆禁止航行三通航線；排除非兩岸籍船商也讓臺灣離亞太營運中心更遠。
新黨籍的杜震華則表示經濟整合必須是讓利益均沾，否則會招致反對。他並指出，從三通直航到大陸人士來台，北京並沒有全力配合台灣，中共不能精於計算，斤斤計較只會壞了整合大事。
消基會在食品安全方面認為「這個協議是簽署著好看，實際幫助有限」。
陸委會在「海峽兩岸食品安全協議」相關說明─第二次「江陳會談」成果(食品安全篇)中，提到建立兩岸食品安全機制的三項具體效果為：確立兩岸食品安全預警制度、建立重大食品安全事件處理機制、依據協議積極協助受害人求償。
11月7日，陸委會在「第二次江陳會談成果說明」中指出，本次協商之重要意涵與影響包含：一、進一步落實制度化協商機制；二、大幅提升兩岸互動層級；三、突出兩岸現階段協商重點；四、體現兩岸對等協商與互動之新模式；五、穩定兩岸關係、促進區域和。

## 國際反應
11月3日，美國國務院官員表示，美國長期以來要求台灣和中華人民共和國找出建設性的方式對話，以降低兩岸緊張。因此美國歡迎兩岸類似的對話，並重申美國的政策沒有任何改變。
11月4日，歐洲聯盟對於台海兩岸兩會的會談表示高度關注，並鼓勵兩岸進一步採取有助雙方對話、務實合作以及建立互信的做法；歐盟並說，深信兩岸問題應由利益相關各方透過協商和平解決。

## 花絮
11月6日晚間，陳雲林觀賞當前台灣最熱門的電影「海角七號」。他表示台灣的海很美，恆春也很美，希望有一天有機會去走走看看。還說想買幾瓶「馬拉桑」小米酒帶回去給朋友嚐嚐。

## 台灣輿情
台灣社會對於第二次江陳會談抱持正反不同態度。根據《遠見雜誌》所做民意調查顯示，台灣有50.3%的民眾同意政府讓陳雲林來台進行江陳會談。同時有31.2%民眾反對。針對第二次「江陳會談」可能簽訂的協議，民眾認為對台灣社會整體最有幫助的是建立兩岸食品安全的通報機制，其次依序是貨運包機、海運直航、週末包機日常化、增加兩岸航線與航班、兩岸航線截彎取直、更擴大開放大陸觀光客來台。
10月28日，全國工總等七大工商團體理事長發表共同聲名，支持江陳會談，聲名中表示：「透過交流增進瞭解」是兩岸和平共處的基石；也惟有運用智慧，透過對話才能讓長久以來複雜糾葛的兩岸關係一個可行的解決途徑。
台灣美國商會、歐洲商會及日本工商會三大外國商會聯合聲明歡迎江陳會，表示江陳會是消除兩岸商業交流長期障礙的重要機會，期待兩岸能在交通運輸、擴大通郵及其他形式合作的協商達成實質具體進展，促進兩岸人員、貨物和資金的流動。
泛綠陣營基於一貫反對「親中」的政治立場，加上近月來發生的三鹿奶粉污染事件，對陳雲林訪台表示反對的態度。11月3日，民進黨主席蔡英文發表向台灣人民報告：我們為什麼不歡迎陳雲林一文，提出民進黨不歡迎陳雲林的理由：
1. 在技術上，民進黨不反對台灣與中國進行事務性的協商，但在第三地進行協商，台灣可以不用賠上社會對立。
2. 民進黨要求國民黨政府向台灣人民說明這次會談會帶給台灣人民什麼樣的實質經濟利益？兩岸快速開放，對台灣產業及就業的衝擊有多大？
3. 全世界沒有一個國家的政府會放棄宣導自己的主權，不過國民黨政府卻將圓山飯店的國旗收起來。
4. 陳雲林的行程安排忽略台灣最大在野黨的民進黨，這是撕裂台灣之舉。陳雲林來台是整個台灣國家的公共事務，所有的兩岸協商都應該受到國會與民意的制度性監督。

會後，林濁水批評馬英九犧牲台灣主權、並無換來實質經濟利益，三通協議內容有太多看得到吃不到的假利多，而且對臺灣來說有許多真利空。

## 外部連結
- 財團法人海峽交流基金會 （页面存档备份，存于）
- 海峡两岸关系协会机构

### 二次江陳會簽署協議全文
- 海峽兩岸空運協議
- 海峽兩岸食品安全協議
- 海峽兩岸海運協議
- 海峽兩岸郵政協議